# Ventrops hannemariae
Ventrops hannemariae är en tvåvingeart som beskrevs av Thomas Pape 1987. Ventrops hannemariae ingår i släktet Ventrops och familjen gråsuggeflugor. Inga underarter finns listade i Catalogue of Life.